# Dicranota (Rhaphidolabis) stenostyla
Dicranota (Rhaphidolabis) stenostyla is een tweevleugelige uit de familie Pediciidae. De soort komt voor in het Oriëntaals gebied.